# 24217 Paulroeder
24217 Paulroeder è un asteroide della fascia principale. Scoperto nel 1999, presenta un'orbita caratterizzata da un semiasse maggiore pari a 2,7065107 UA e da un'eccentricità di 0,1271629, inclinata di 3,22448° rispetto all'eclittica.